# Католическая медицинская ассоциация
Католическая медицинская ассоциация (англ. Catholic Medical Association) — организация, объединяющая врачей и прочих медицинских работников католиков США и Канады. До 1997 года была известна под наименованием Национальная федерация гильдий католических врачей.

## История
История организации берёт своё начало в 1912 году, когда архиепископ Бостона Генри О'Коннелл основал гильдию, объединяющую всех врачей-католиков города в целях приобщения и обучения врачей, согласно канонам католической религии. В 1927 году схожая организация открывается уже в Бруклине. К началу 1932 года, религиозные организации католиков в медицинской сфере начали появляться по всей территории США, что приводит к формированию объединения на уровне государства — Национальной федерации гильдий католических врачей. К концу 1948 года, в состав федерации вошло 11 гильдий, а к 1967 — более 120 гильдий и 10.000 членов, что было самым большим и крупным результатом за всю историю организации. После начала 70-х годов, организация начала постепенно умирать — гильдии закрывались или выходили из состава федерации, а к концу 80-х число членов не превышало 300 медицинских работников, а число гильдий сократилось до двух. Данный кризис вынудил организацию реорганизоваться в 1997 году под новым наименованием и с новым советом правления, что позволило к 2006 году увеличить число членов до нескольких тысяч, а входящих отделений до 76.

## Описание
Организация изучает и проводит конференции по темам, связанным с духовностью и здоровьем, а также активно лоббирует и продвигает религиозную основу в медицине, приглашая на свои заседания и конференции теологов и проповедников, которые в том числе не обладают врачебным образованием и исполняют роль духовного просвещения.
Издаёт собственный созависимый журнал The Linacre Quarterly, который специализируется на биоэтике и связи религии с медициной, при этом обладает крайне низкой цитируемостью (около 350 (индексом 0.5)), практически нулевым импакт-фактором и не публикуется в авторитетных изданиях. При этом, до 20% всех цитирований ссылаются на собственные работы издания.
Организация придерживается позиции, что гомосексуальность не является «врождённой», а является заболеванием, которое возможно вылечить. Также, организация выступает против эвтаназии, экспериментов по клонированию человека (либо его отдельных органов и тканей), является сторонником так называемых «Правил совести» в медицинской практике.